# Veit Harlan
Pour les articles homonymes, voir Harlan.
Veit Harlan, né le 22 septembre 1899 à Berlin et mort le 13 avril 1964 à Capri (Italie), est un réalisateur allemand.

## Biographie

### Origines et carrière d'acteur
Veit Harlan naît dans une famille d'artistes (père romancier, deux frères musiciens). Il fréquente l'intelligentsia berlinoise : Friedrich Kayssler, Max Reinhardt, Erwin Piscator. Il débute comme acteur au Volkstheater, à Berlin. Il apparaît pour la première fois au cinéma dans un petit rôle en 1927 et tourne dans une vingtaine de films jusqu'en 1935.

### Réalisateur

#### Sous le Troisième Reich
En 1933, il signe sa première réalisation : Die Pompadour avec Käthe von Nagy, et devient par la suite l'un des réalisateurs les plus actifs du Troisième Reich. Il voit la première fois Hitler le 1er mai 1933, lors d’un discours.
Il se spécialise dans l'idylle romantique La Sonate à Kreutzer (Die Kreutzersonate, en 1937, d'après Tolstoï); Le Voyage à Tilsit (en) (Die Reise nach Tilsit, en 1939, un remake de L'Aurore de Murnau). En 1942, il réalise La Ville dorée (Die goldene Stadt), son grand film en couleur suivi de deux autres, Le Lac aux chimères (en) (Immensee en 1943, d'après Theodor Storm) et Offrande au bien-aimé (Opfergang en 1944, d'après Rudolf Binding), deux mélodrames échevelés. Son film le plus connu est cependant Le Juif Süss (Jud Süß en 1940), film de propagande antisémite en noir et blanc, qui est projeté dans tous les pays occupés par l'Allemagne nazie où il rencontre un grand succès commercial européen durant la Seconde Guerre mondiale (40 millions d'entrées au total). Enfin, en 1943 et 1944, Wolfgang Liebeneiner et lui tournent Kolberg (sorti en janvier 1945), film de propagande en couleur commandé par Goebbels et destiné à galvaniser le moral des Allemands au cours de la dernière phase du conflit et, grâce à une levée en masse du peuple, repoussant ainsi l'invasion des alliés.

#### Après la Seconde Guerre mondiale
En 1948, il est accusé de complicité de crime contre l'humanité par quatre juristes allemands, anciens déportés d'origine juive scandalisés par la décision de la commission de dénazification lavant Veit Harlan de toute culpabilité. Le procès s'achève en avril 1949 par un acquittement. L'avocat général ayant fait appel, un nouveau procès se tient à Hambourg en avril 1950 : l'acquittement est prononcé au bénéfice de « circonstances atténuantes ».
Veit Harlan peut dès lors reprendre sa carrière de cinéaste, réalisant neuf films dans les années 1950. Il écrit ensuite Le cinéma allemand selon Goebbels, où il s'explique sur son comportement durant la période nationale-socialiste, tout en laissant une marge autobiographique, de ses débuts au théâtre jusqu'à ses dernières réalisations. Il récuse dans ce livre tout engagement pro-nazi, révélant par ailleurs la forte inimitié existant entre le monde artistique et le Troisième Reich, mais, en dépit de l'aversion qu'il avait pour le ministre de la Propagande, a du mal à cacher la fascination qu'exerçait sur lui Joseph Goebbels. Il écrit par exemple : « Le poète Hans Hömberg a ainsi qualifié la fatalité qui s’était abattue sur mon nom : « Löser & Wolf sont indissociables tout comme Blanche-Neige et le Prince charmant, Tünnes et Schäl, Charybde et Scylla, Veit Harlan et Le Juif Süss » ».
Protestant, il se convertit peu avant sa mort au catholicisme. Il meurt à Capri d'une pneumonie, en 1964.

## Vie personnelle
Il se maria trois fois :
- en premières noces, en 1922, avec une chanteuse d'origine juive, Dora Gerson, dont il divorce deux ans plus tard car la famille Gerson refuse qu'elle soit l'épouse d'un non-juif[7]. Elle se remaria avec Max Sluizer en 1936, dont elle aura 2 enfants. Elle fut déportée et tuée à Auschwitz en 1943 ;
- en 1929 avec l'actrice Hilde Körber de laquelle il a trois enfants :
  - Thomas Christian (1929- décédé le 16 octobre 2010 à Schönau am Königssee (Allemagne)), futur metteur en scène et scénariste, auteur de Veit. D'un fils à son père dans l'ombre du « Juif Süss »[8],
  - Maria Christiane (1930-2018), actrice sous le nom de Maria Körber (de),
  - Susanne (1932-1982) :
- enfin en 1939 avec l'actrice Kristina Söderbaum qui lui donne deux fils :
  - Christian (né en 1939),
  - Caspar (né en 1946).

Sa nièce Christiane Susanne Harlan épousa le réalisateur Stanley Kubrick en 1957.

## Filmographie[9]

### Acteur
Cinéma muet
- 1927 : La Culotte (Die Hose) de Hans Behrendt
- 1927 : Les Maîtres chanteurs de Nuremberg de Ludwig Berger
- 1927 : Das Mädchen mit den fünf Nullen (en) de Kurt Bernhardt
- 1927 : Eins plus eins gleich drei de Felix Basch
- 1928 : Somnambul (en) d'Adolf Trotz
- 1929 : Revolte im Erziehungshaus (en) de Georg Asagaroff (en)
- 1929 : Amours sanglantes (en) (Es flüstert die Nacht) de Victor Janson

Cinéma parlant
- 1931 : Gefahren der Liebe d'Eugen Thiele (de)
- 1931 : Hilfe ! Überfall ! (it) de Johannes Meyer
- 1931 : Yorck de Gustav Ucicky
- 1932 : Die Elf Schill'schen Offiziere de Rudolf Meinert
- 1927 : Friederike (en) de Fritz Friedmann-Frederich (de)
- 1932 : Die unsichtbare Front (en) de Richard Eichberg
- 1933 : La Chorale de Leuthen (Der Choral von Leuthen) de Carl Froelich
- 1933 : Les Fugitifs (Flüchtlinge) de Gustav Ucicky
- 1934 : Polizeiakte 909 de Robert Wiene
- 1934 : Ein Mädchen mit Prokura (en) d'Arsen von Cserepy
- 1934 : Der Fall Brenken de Karel Lamač
- 1934 : Nur nicht weich werden, Susanne! d'Arsen von Cserepy
- 1935 : Der rote Reiter de Rolf Randolf (en)
- 1935 : Mein Leben für Maria Isabell d'Erich Waschneck
- 1935 : Das Mädchen mit den fünf Nullen de Kurt Bernhardt
- 1935 : Stradivari de Geza von Bolvary

### Réalisateur
- 1935 : La Pompadour (Die Pompadour)
- 1935 : Krach im Hinterhaus (de)
- 1936 : Kater Lampe
- 1936 : Théo dort (Der müde Theodor)
- 1936 : Mademoiselle Véronique (en) (Fräulein Veronika)
- 1936 : Maria die Magd (en)
- 1937 : La Sonate à Kreutzer (en) (Die Kreutzersonate)
- 1937 : Crépuscule (Der Herrscher)
- 1937 : Mon fils, Monsieur le Ministre (de) (Mein Sohn, der Herr Minister)
- 1938 : Jeunesse (Jugend)
- 1938 : Sans laisser de traces (Verwehte Spuren)
- 1939 : Cœur immortel (Das unsterbliche Herz)
- 1939 : Le Voyage à Tilsitt (en) (Die Reise nach Tilsit)
- 1940 : Le Juif Süss (Jud Süß)
- 1941 : Pedro doit être pendu (en) (Pedro soll hängen)
- 1942 : Le Grand Roi (Der große König)
- 1942 : La Ville dorée (Die goldene Stadt)
- 1943 : Le Lac aux chimères (en) (Immensee)
- 1944 : Offrande au bien-aimé (Opfergang)
- 1945 : Kolberg
- 1951 : L'Amoureuse éternelle (en) (Unsterbliche Geliebte)
- 1951 : Hanna Amon (en)
- 1953 : L'Heure bleue (en) (Die blaue Stunde)
- 1953 : Le Tigre de Colombo (en) (Sterne über Colombo) (première partie  ; seconde partie : Die Gefangene des Maharadscha)
- 1954 : Prisonnière du Maharadjah (en) (Die Gefangene des Maharadscha) (seconde partie)
- 1955 : L'Espion de Tokyo (de) (Verrat an Deutschland)
- 1957 : Le Troisième Sexe (Das dritte Geschlecht ou Anders als du und ich (§ 175))
- 1958 : Impudeur (de) (Liebe kann wie Gift sein)
- 1958 : Ce fut le premier amour (Es war die erste Liebe)
- 1958 : Ich werde dich auf Händen tragen (en)

### Scénarios
Les rôles féminins principaux de ces scénarios ont tous été écrits pour Kristina Söderbaum, épouse de Veit Harlan.
- L'Éveil de la glèbe (d'après Knut Hamsun)
- Agnes Bernauer
- Xanthippe et Socrate
- Mille et une nuits (d'après Mesure pour mesure, de William Shakespeare)
- Les Rats (d'après Gerhart Hauptmann ; une version est réalisée par Robert Siodmak en 1955 sur un scénario différent)
- Sabine
- La Sonate à Krautzer (d'après le roman éponyme, de Léon Tolstoï)
- Marie Stuart
- Desdemone et l'Inconnu (d'après Othello, de William Shakespeare)
- Philippe II, le roi catholique (d'après Don Carlos, de Friedrich von Schiller)
- Le Fleuve (d'après Max Halbe (en))
- Calgetoni (d'après Egon Erwin Kisch)
- La Bohême

## Films sur Veit Harlan
- Brückenallee Nr. 3 (1967) (TV), joué par Kurt Heintel
- Jud Süß - Ein Film als Verbrechen? (2001) (TV), joué par Axel Milberg
- Harlan, dans l'ombre du juif Süss (2008), documentaire de Felix Moeller
- Jud Süß - Film ohne Gewissen (2010), joué par Justus von Dohnányi